# Wajków
Wajków – wieś w Polsce położona w województwie podlaskim, w powiecie siemiatyckim, w gminie Mielnik. 
Wierni kościoła rzymskokatolickiego należą do parafii Parafia Przemienienia Pańskiego w Mielniku. We wsi znajduje się kaplica dojazdowa pw. Niepokalanego Serca NMP, wybudowana w 1998–1999.
W latach 1975–1998 miejscowość administracyjnie należała do województwa białostockiego.